# 肖尼 (喬治亞州)
肖尼（英語：Shawnee）是位於美國喬治亞州埃芬漢縣的一個非建制地區。該地的面積和人口皆未知。

## 地理
肖尼的座標為32°28′33″N 81°24′29″W / 32.47583°N 81.40806°W，而該地的平均海拔高度為37米（即121英尺）。